# Guerre fédérale

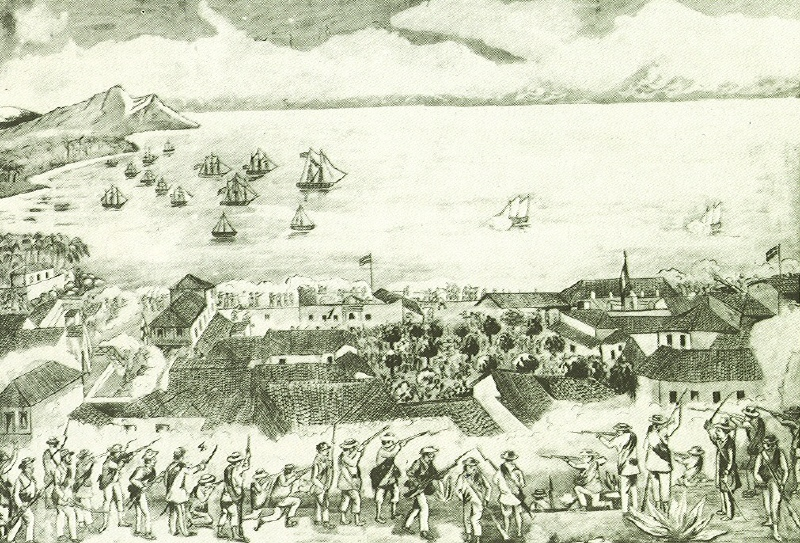
bataille de Maiquetía. Le 2 septembre 1859.

La Guerre fédérale (en espagnol Guerra Federal), appelée également Révolution fédérale, Longue guerre ou encore Guerre de cinq ans, est une guerre civile au Venezuela qui, de 1859 à 1863, oppose les conservateurs aux fédéralistes. Les premiers veulent garder la gestion de l'État et tous leurs privilèges alors que les seconds voulaient instaurer un véritable gouvernement populaire.

## Histoire
Ezequiel Zamora, alors en exil dans les Caraïbes, prépare la rébellion et lance la première attaque le 20 février 1859. Trois jours plus tard, il débarque à Coro, décrète un État fédéral le 25 et crée un gouvernement provisoire le jour suivant. Bien que ce soit l'événement du 20 février qui marque le début de la Guerre fédérale, les historiens font remonter l'origine de cette guerre à un peu moins d'un an plus tôt, lors des troubles qui se sont déroulés de mai à juillet 1858.
Dans un premier temps, le gouvernement sous-estime le mouvement et envoie trois contingents qui sont obligés de battre en retraite devant une armée organisée et très motivée. Cette première partie de la guerre est connue sous le nom de « Campagne d'Occident », durant laquelle les troupes de Zamora l'emportent sur les forces gouvernementales en prenant le contrôle de plusieurs régions de l'ouest du pays. C'est dans cette partie du pays que les plus importants combats ont lieu. Ailleurs, la Guerre fédérale prend principalement la forme d'une guérilla et certaines régions sont même relativement épargnées.
Alors que l'on recense 2 467 faits de guérilla et 327 batailles, seules trois batailles conventionnelles d'importance opposent les forces armées en présence :
- la bataille de Santa Inés (10 décembre 1859) ;
- la bataille de Coplé (17 février 1860) ;
- la bataille de Buchivacoa (du 26 au 27 décembre 1862).

La guerre prend fin avec la signature du traité de Coche le 23 avril 1863, qui voit le camp des fédéraux gagner. Signé entre le président de la république José Antonio Páez et le chef des fédéralistes Juan Crisóstomo Falcón, le traité convoque une Assemblée générale dont les membres sont élus par les deux responsables politiques. Cette dernière institution nomme alors Falcón président du gouvernement provisoire et l'honore du titre de Maréchal et « Grand citoyen » (Gran Ciudadano).

## Conséquences
Depuis son indépendance en 1811, c'est la guerre la plus longue et la plus importante qu'ait connu le pays. Durant cinq ans, elle a fait de 150 000 à 180 000 victimes à cause des combats, mais aussi de la faim et de diverses maladies, alors que le pays ne comptait que 1 800 000 habitants.
Du fait que les combats n'ont pas touché de manière uniforme le pays, sont survenues de très fortes migrations vers des régions plus calmes, comme les Andes.